# 周宗良
周宗良（1875年—1957年），又名亮，民国时期著名实业家，有“颜料大王”之称，中国颜料工业的先驱。浙江宁波人。

## 简历
1875年，生于宁波一牧师家庭。父亲在宁波经营油漆业，家境殷实。早年就读于宁波耶稣教会创办的斐迪中学，练得一口流利英文。曾任职于宁波海关。后工作于德商爱礼司洋行宁波经销行美益颜料号。曾合伙创办通和布厂。创立谦益顺号，经营染料和土特产运输贸易。
1905年，赴上海，曾任职于德商谦信洋行（当时德商在华的最大商行），后任洋行德商谦信洋行买办。
1927年，蒋中正为筹得北伐所需资金，成立中央银行并改组中国银行，周宗良斥巨资入股，成为两大银行的董事。国民政府发行二五公债债券时，周宗良再次斥巨资购买政府公债，遂被委任为国民政府公债基金保管委员会委员。周宗良主导改组官办杭州电气局，成立杭州电器公司，周是主要股东。周宗良也入股投资汉口济既水电公司（武汉）、镇东机器厂、如生罐头食品厂、康元制罐厂、公和纺织厂、振丰毛纺织厂、完泰进出口行、信余汽灯号、中兴轮船公司等企业，成为横跨机械、轻工纺织、航运、进出口的巨商。
抗日战争时期，在上海宁波路开设伤兵医院。
1948年6月，经广州赴香港定居。周宗良因三个儿子年幼，将企业托付给二位同乡助手打理，其中一位是陈廷骅，日后成为香港著名企业家。1957年，于香港病逝。外孙徐元章，上海战役后“上海滩第一私人花园案”（宝庆路3号，原周宗良房产）关键人物，被软禁在周家宅中。

## 逸事
周宗良操一口流利英语，兼通德语。

## 遗迹
上海周家花园，原为德商私家花园，始建于1925年。1930年由周宗良买下。
（参考宋路霞著《上海滩花园洋房》）